# Ikaztegieta
Ikaztegieta en basque ou Icaztegieta en espagnol est une commune du Guipuscoa dans la communauté autonome du Pays basque en Espagne.

## Géographie
Il s'agit d'une petite commune, avec 394 habitants fin 2004 et une extension d'à peine 2 km2. Bien que par sa taille et caractère sociologique (près de 90 % de la population est bascophone) elle puisse être qualifié de rurale.
Sa localisation dans la vallée de la rivière Oria où on a installé plusieurs industries de taille moyenne et ses bonnes communications (elle est traversée par l'autorvia n -1 et le chemin de fer Madrid-Irun), ont contribué une certaine croissance dans la commune. Elle possède actuellement un caractère à cheval entre le monde rural et urbain.

## Histoire
Les origines de la ville sont inconnues et manquent d'informations relatives aux étapes initiales de leur formation. Son nom signifie en basque lieu d'entrepôt à charbon, ce qui laisse penser que la fabrication de charbon végétal dans les montagnes proches a pu avoir une importance dans l'économie primitive de la localité. Ça a toujours été une petite population qui pendant le Moyen Âge a cherché l'abri de la ville de Tolosa, à laquelle elle a été unie en 1374. Plus tard, le danger des luttes féodales éloigné, Icaztegieta a récupéré son autonomie municipale en 1615 avec l'obtention du titre de villa , que lui a accordé le roi Philippe II.
Étant donné sa faible taille elle a dû s'unir à des villages voisins pour faire face aux frais municipaux. Depuis 1625 a formé avec les villes voisines d'Alegia et d'Orendain, l'Union d'Aizpurua. Au XXe siècle, entre 1967 et 1988, Ikaztegieta unie aux localités d'Orendain et Baliarrain, a formé la commune d'Iruerrieta.
Dans son noyau on souligne l'Église Paroissiale de San Lorenzo. Sa construction a commencé au XVIe siècle et a été restaurée XVIIe siècle. De style gothique tardif, elle présente de véritables caractères particuliers gothique basque. Elle possède une tour moderne avec clocher et horloge. Près de la ville, avec la route existe un ermitage consacré à Nuestra Señora del Pilar. Il a été construit au XIXe siècle par un paroissien comme dédommagement à une offense faite à Saragosse à la vierge du Pilar.
Les festivités patronales ont lieu à San Lorenzo, le 10 août. La commune possède une célèbre sidrerie dans son noyau urbain.
L'accès s'effectue par la route après une déviation sur la route N-1. Il y a une ligne d'autobus et une gare de la RENFE (la SNCF espagnole).

## Personnalités
- Juan José Olaberria (1945) : fut membre du parti politique Euskadiko Ezkerra. Parlementaire basque entre 1980 et 1984.
- Iñaki Zubeldia (1945) : pédagogue et écrivain en langue basque.
- Martín Iturbe (1932) : prêtre et écrivain en langue basque.
- Martín de Celayeta y Lizarza : fut évêque du diocèse de León au XVIIIe siècle.
- José Ramón Eizmendi (1960) : ex-footballeur et entraineur.
- Leire Olaberría (1977) : cycliste. Médaillé aux jeux olympiques Pékin 2008.

### Sources
- (es) Cet article est partiellement ou en totalité issu de l’article de Wikipédia en espagnol intitulé « Icazteguieta » (voir la liste des auteurs).